# Рогірік
Рогірік (Rohirric) — у легендаріумі Дж. Р. Р. Толкіна мова, якою між собою говорили мешканці Рогану. Мова походила від мови аданів Таліска і тому була споріднена з мовою нуменорців Адунаїк і її похідною — мовою Вестрон, якою у Третю Епоху говорила більшість народів Середзем'я. Крім власної мови, більшість рогіримів знали вестрон і спілкувалися ним з чужинцями.
У «Володарі перснів» представлені лише декілька слів з цієї мови, котрі для зручності Дж. Р. Р. Толкін замінив давньоанглійськими:
- trahan — «нори»;
- kûd-dûkan — «мешканець нір» (давньоангл. hol-bitla);
- lô- (loh-) — префікс, що означає «кінь» (давньоангл. éo- (eoh-));
- Lontûr — «народ коней», самоназва рогіримів;
- Lograd — назва країни (давньоангл. Éo-mare);
- tûras — «король» (корінь цього слова ймовірно запозичений із синдарину);
- róg — «дикун»;
- rógin — «дикуни».